# 須鎗弘樹
須鎗 弘樹（すやり ひろき、1965年6月 -）は、日本の数理学者。千葉大学大学院工学研究科工学部教授。

## 主な略歴
- 1989年 東京理科大学理工学部情報科学科卒業
- 1991年 東京理科大学大学院理工学研究科修士課程情報科学専攻修了
- 1992年 東京理科大学大学院理工学研究科博士課程情報科学専攻中退
- 1992年 東京理科大学理工学部情報科学科助手
- 1995年 博士（理学）取得（東京理科大学）
- 1997年 千葉大学工学部共通講座講師
- 1998年 千葉大学工学部情報画像工学科講師
- 2000年 千葉大学工学部情報画像工学科助教授
- 2007年 千葉大学大学院融合科学研究科准教授
- 2013年 千葉大学大学院融合科学研究科教授
- 2013年 アントワープ大学客員教授（ - 2013年9月）

## 主な所属学会
- 電子情報通信学会
- 日本物理学会
- 情報処理学会
- 人工知能学会
- IEEEなど

## 著書
- 『量子情報と進化の力学』牧野書店、1996年。
- 『複雑系のための基礎数理』牧野書店、2010年。